# Lee Young-pyo
Lee Young-pyo (koreanska: 이영표, 李榮杓,  Yi Yeong-pyo), född 23 april 1977 i Hongcheon i Sydkorea, är en sydkoreansk före detta fotbollsspelare.
Young-pyo har under sin karriär spelat i bland annat PSV Eindhoven, Tottenham, Borussia Dortmund och i Vancouver Whitecaps. Han har deltagit i tre VM för Sydkorea, 2002, 2006 och 2010. Han spelade oftast vänsterback men kunde även vara mittback och vänstermittfältare. 

## Karriär
- 2000–2002 Anyang LG Cheetahs 77 Matcher/ 3 mål
- 2003–2005 PSV Eindhoven 124 matcher/ 1 mål
- 2006–2008 Tottenham Hotspur 70 matcher/ 0 mål
- 2008–2009 Borussia Dortmund 18 matcher/ 0 mål
- 2009–2011 Al Hilal 46 matcher/ 0 mål
- 2012–2013 Vancouver Whitecaps 65 matcher/ 1 mål

- Sydkoreas herrlandslag i fotboll: Fler än 100 landskamper sedan debuten 1999

## Titlar
- K-League 2000
- Korean Super Cup 2001
- Eredivisie 2003 och 2005
- Holländska cupen 2005
- Engelska ligacupen 2008